# نیکلا برلی
نیکلا برلی (انگلیسی: Nichola Burley؛ زادهٔ ۲۶ دسامبر ۱۹۸۶) یک هنرپیشه اهل بریتانیا است. وی از سال ۲۰۰۵ میلادی تاکنون مشغول فعالیت بوده‌است.
از فیلم‌ها یا برنامه‌های تلویزیونی که وی در آن نقش داشته است می‌توان به بلندی‌های بادگیر، بیست و هشت هزار، رقص خیابانی و دانتون ابی اشاره کرد.